# Ismael Morgada
Ismael Morgada (Berisso, Buenos Aires, Argentina, 3 de febrero de 1903 - 24 de marzo de 1966) fue un futbolista argentino que se desempeñó en la posición de extremo izquierdo.

## Trayectoria
Llegó a Club Atlético Independiente en 1920, en donde solo pudo disputar 3 partidos.
En 1922 se incorpora a Gimnasia y Esgrima La Plata, debutó el 6 de agosto en la derrota frente a Estudiantes de Buenos Aires, mientras que su primer gol fue en el empate 1 a 1 contra el Club Atlético Lanús. 
Formó parte del plantel campeón de 1929, donde fue el goleador del equipo y el quinto goleador del campeonato con sus 11 goles en 17 partidos, también formó parte de la gira por Brasil y Europa, que en el cual convirtió 11 goles, haciéndolo el segundo goleador por detrás de José María Minella y de la temporada del Expreso de 1933 que jugó 27 partidos e hizo 8 goles.
Permaneció en Gimnasia hasta 1935, su último partido fue contra Platense ganando 2-0. terminando así su ciclo por el conjunto albiazul, jugando 334 partidos oficiales, siendo el quinto con más partidos, y 98 goles, convirtiéndolo en el segundo máximo goleador del club, por detrás de Arturo Naón, y contando amistosos jugó 351 partidos y marcó 109 goles, aparte de sus increíbles goles también se destacaba en su calidad, su elegancia en el terreno de juego y su precisión en el pase, uno de los pioneros del fútbol moderno.
Luego tuvo un breve paso por Estudiantes en el año 1937, donde se retiró profesionalmente. Pero se retiró del fútbol un año más tarde en el Club Estrella de Berisso de la Liga Platense.
| 1  | 15 de agosto de 1924     | Juan Carmelo Zerillo, La Plata   | Gimnasia y Esgrima La Plata - Liberal Argentino |  | 6 - 0 | 1924 |
| 2  | 7 de septiembre de 1924  | Liberal Argentino                | Liberal Argentino - Gimnasia y Esgrima La Plata |  | 0 - 4 | 1924 |
| 3  | 15 de noviembre de 1925  | Juan Carmelo Zerillo, La Plata   | Gimnasia y Esgrima La Plata - Lanús             |  | 2 - 0 | 1925 |
| 4  | 26 de septiembre de 1926 | Juan Carmelo Zerillo, La Plata   | Gimnasia y Esgrima La Plata - Banfield          |  | 4 - 0 | 1926 |
| 5  | 3 de abril de 1927       | Estadio Sportivo Barracas        | Sportivo Barracas - Gimnasia y Esgrima La Plata |  | 3 - 4 | 1927 |
| 6  | 22 de mayo de 1927       | Claudio "Chiqui" Tapia           | Barracas Central - Gimnasia y Esgrima La Plata  |  | 4 - 1 | 1927 |
| 7  | 17 de julio de 1927      | Juan Carmelo Zerillo, La Plata   | Gimnasia y Esgrima La Plata - Porteño           |  | 5 - 1 | 1927 |
| 8  | 4 de septiembre de 1927  | Estadio Antonio Vespucio Liberti | River Plate - Gimnasia y Esgrima La Plata       |  | 2 - 3 | 1927 |
| 9  | 15 de diciembre de 1929  | Juan Carmelo Zerillo, La Plata   | Gimnasia y Esgrima La Plata - El Porvenir       |  | 5 - 1 | 1929 |
| 10 | 20 de abril de 1930      | Juan Carmelo Zerillo, La Plata   | Gimnasia y Esgrima La Plata - San Lorenzo       |  | 3 - 1 | 1930 |
| 11 | 18 de octubre de 1931    | Jorge Luis Hirschi               | Estudiantes - Gimnasia y Esgrima La Plata       |  | 2 - 3 | 1931 |
| 12 | 30 de abril de 1933      | Pablo Comelli                    | Talleres (RdeE) Gimnasia y Esgrima La Plata     |  | 2 - 5 | 1933 |
| 13 | 22 de octubre de 1933    | Estadio Antonio Vespucio Liberti | River Plate - Gimnasia y Esgrima La Plata       |  | 5 - 2 | 1933 |

## Selección nacional
Fue convocado un par de veces a la Selección Argentina en 1929, tras su buena campaña en Gimnasia.